# Rambluzin-et-Benoite-Vaux
Rambluzin-et-Benoite-Vaux és un municipi francès situat al departament del Mosa i a la regió del Gran Est. L'any 2007 tenia 97 habitants.

## Demografia

### Població
El 2007 la població de fet de Rambluzin-et-Benoite-Vaux era de 97 persones. Hi havia 32 famílies, de les quals 8 eren unipersonals (4 homes vivint sols i 4 dones vivint soles), 12 parelles sense fills, 8 parelles amb fills i 4 famílies monoparentals amb fills.
La població ha evolucionat segons el següent gràfic:
Habitants censats

### Habitatges
El 2007 hi havia 48 habitatges, 37 eren l'habitatge principal de la família i 11 eren segones residències. 42 eren cases i 4 eren apartaments. Dels 37 habitatges principals, 28 estaven ocupats pels seus propietaris, 6 estaven llogats i ocupats pels llogaters i 3 estaven cedits a títol gratuït; 2 tenien dues cambres, 7 en tenien tres, 13 en tenien quatre i 15 en tenien cinc o més. 28 habitatges disposaven pel capbaix d'una plaça de pàrquing. A 23 habitatges hi havia un automòbil i a 13 n'hi havia dos o més.

### Piràmide de població
La piràmide de població per edats i sexe el 2009 era:
| Homes | Edats   | Dones |
| ----- | ------- | ----- |
| 0     | 95 o +  | 0     |
| 0     | 90 a 94 | 0     |
| 0     | 85 a 89 | 0     |
| 0     | 80 a 84 | 0     |
| 8     | 75 a 79 | 0     |
| 4     | 70 a 74 | 0     |
| 0     | 65 a 69 | 4     |
| 4     | 60 a 64 | 4     |
| 0     | 55 a 59 | 4     |
| 0     | 50 a 54 | 4     |
| 8     | 45 a 49 | 4     |
| 4     | 40 a 44 | 8     |
| 0     | 35 a 39 | 0     |
| 4     | 30 a 34 | 0     |
| 4     | 25 a 29 | 4     |
| 0     | 20 a 24 | 8     |
| 4     | 15 a 19 | 16    |
| 4     | 10 a 14 | 4     |
| 0     | 5 a 9   | 0     |
| 0     | 0 a 4   | 0     |

## Economia
El 2007 la població en edat de treballar era de 63 persones, 46 eren actives i 17 eren inactives. De les 46 persones actives 44 estaven ocupades (21 homes i 23 dones) i 2 estaven aturades (1 home i 1 dona). De les 17 persones inactives 3 estaven jubilades, 4 estaven estudiant i 10 estaven classificades com a «altres inactius».
Activitats econòmiques
Dels 10 establiments que hi havia el 2007, 2 eren d'empreses de comerç i reparació d'automòbils, 2 d'empreses d'hostatgeria i restauració, 1 d'una empresa de serveis i 5 d'empreses classificades com a «altres activitats de serveis».
L'únic servei als particulars que hi havia el 2009 era un restaurant.
L'any 2000 a Rambluzin-et-Benoite-Vaux hi havia 5 explotacions agrícoles que ocupaven un total de 520 hectàrees.

## Poblacions més properes
El següent diagrama mostra les poblacions més properes.